# Samuel Georg Herdt

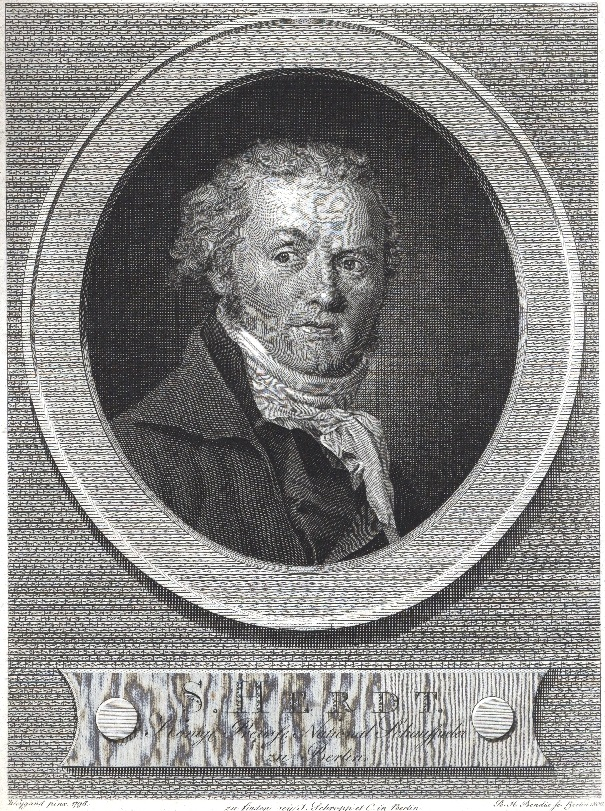
Benedict Heinrich Bendix: Porträt von Samuel Georg Herdt

Samuel Georg Herdt (1755 in Mainz – 19. Februar 1818) war ein deutscher Geistlicher und Theaterschauspieler.

## Leben
Herdt leistete zunächst dem Wunsch seiner Eltern Folge, die ihn sich als Geistlichen wünschten. In Mainz stieg er bis zum Canonicus auf. Sein Wunsch, Schauspieler zu werden, war jedoch stärker, und nachdem er Unterricht genommen hatte, debütierte er 1782 erfolgreich als „Oberst“ in Henriette in Hamburg. Dort blieb er bis 1786 und ging dann ans Nationaltheater Berlin, wo er am 6. April 1786 als „Odoardo“ in Emilia Galotti debütierte. Er verließ diese Bühne nicht mehr und wurde am 12. Mai 1817 pensioniert. Auch nach seiner Pensionierung trat er ab und zu bei besonderen Gelegenheiten in Väterrollen auf. Herdt starb am 19. Februar 1818.
Das Berliner Publikum schätzte besonders seine Leistungen als „Oberförster“ (Jäger), „Schweizer“ (Räuber), „Miller“ (Kabale und Liebe), „Verrina“ (Fiesco) und „Ritter von Neuß“ in Joseph Marius von Babos Otto von Wittelsbach. Speziell in dieser Rolle wurde er als Muster für die jüngere Generation aufgestellt. Herdt war ein denkender, höchst fleißiger Schauspieler, der, wenn er auch nicht unter die ersten Leuchten seiner Zeit zu zählen war, doch eine überaus ehrenvolle Stellung am Theater einnahm. Besonders gelangen ihm finstere und polternde, aber auch humoristische Alte. Sein mangelhaftes Studium der Rollen brachte ihn um manchen Erfolg. Er gelang ihm nie, sich in eine totale Unabhängigkeit vom Souffleur zu bringen.
Am 16. Februar 1788 heiratete er die Schauspielerin Dorothea Charlotte Rademacher.